# Aequum
Aequum je bio rimska kolonija u selu Čitluk kraj Sinja.

## Položaj
Dolina srednjeg toka rijeke Cetine i njeno okolno-gravitirajuće pripadajuće područje tzv. Cetinska krajina predstavlja okosnicu čitave regije i zasebnu geografsku regiju brdovite Dalmatinske Zagore. Njen 100 km dug tok prolazi kroz tamošnja suha krška polja pokrivena submediteranskom vegetacijom, u čijem se krilu upravo sačuvalo najviše arheoloških ostataka materijalne kulture.
Današnji Čitluk nalazi se u neposrednoj blizini grada Sinja i na rubnom području njegovog prostranog Sinjskog polja. U antičko vrijeme dosegao je doseljenjem rimskih vojnika, odnosno, kolonista sredinom 1.st.po.Kr. status agrarne veteranske kolonije, osnovane za vrijeme vladavine cara Klaudija (41. – 54.godine) koja po njemu i nosi sluzbenu carsku titulaturu grada colonia Claudia Aequum, kao jedino naselje takvog stupnja u unutrašnjosti rimske provincije Dalmacije. Grad četvrtasta oblika odlikuje klasični antički urbanizam (urbs quadrata) s pravilnim ortogonalnim rasterom ulica, brojnim javnim građevinama te gradskim fortifikacijama kao atributom antičkog grada. To je posljednje rimska kolonija utemeljena na istočnojadranskoj obali, odnosno, u njoj gravitirajućem području. Dotičan grad također je pravilno strukturiran, sa središtem i forumom na križanju karda i dekumana. Aequum je zapravo je središte širega okolnog područja na kojem žive kolonisti, gdje pretežu javni sadržaji i gdje ima malo prostora predviđenog za stanovanje. Kolonisti iz okolice u naseobini zadovoljavaju svoje upravne, kulturne, religijske kao i društveno-rekreacijske potrebe. Također se na području rimskog Aequuma pretpostavlja postojanje građevine amfiteatra, namijenjene za priređivanje surovih i krvavih gladijatorskih igara.

## Opis
Arheološko nalazište Čitluk, antički grad Aequum jest arheološko nalazište na području sela Čitluka u blizini Sinja, te predstavlja zaštićeno kulturno dobro. Colonia Aequum podignuta je na mjestu današnjega sela Čitluka sredinom 1. st. Osnivanje veteranske kolonije Aequum neposredno je povezano uz ugušenje pobune namjesnika Dalmacije Skribonijana 42. godine, nakon čega su uz pomoć cara Klaudija veterani vjerne Sedme legije dobili posjede u dolini Cetine. Otkriveni su ostaci foruma s kapitolijem, kule fortifikacijskog sklopa istočnih gradskih vrata, termi te dijelovi kultnih građevina i ostaci monumentalnog fortifikacijskog sklopa južnih gradskih vrata. Iznimno su vrijedni nalazi monumentalne skulpture-ulomci Heraklova kipa te kip Dijane Lucifere.

## Zaštita
Pod oznakom Z-4690 zavedeno je kao nepokretno kulturno dobro - pojedinačno, pravna statusa zaštićena kulturnog dobra, klasificirano kao "arheološka baština".